# Вінницький національний технічний університет
Вíнницький націона́льний технічний університе́т (ВНТУ) — український заклад вищої освіти четвертого рівня акредитації, який здійснює підготовку фахівців інженерно-технічного профілю. Заклад є центром освіти, науки та культури Подільського регіону.
ВНТУ створено згідно з Постановою Кабінету Міністрів України № 244 від 20.04.94 року на базі Вінницького політехнічного інституту, заснованого на державній формі власності і підпорядкованого Міністерству освіти і науки, молоді та спорту України. Указом Президента України № 868/2003 від 21 серпня 2003 року Університету надано статус національного.
За результатами акредитації, згідно з рішенням Міжгалузевої акредитаційної комісії від 17 лютого 1994 року, протокол № 9, яке підтверджене рішенням ДАК від 24 лютого 2004 року протокол № 49, Вінницький національний технічний університет віднесений до закладів вищої освіти четвертого рівня акредитації і має право готувати фахівців за освітньо-професійними та освітньо-науковими програмами підготовки бакалавра, магістра, доктора філософії та доктора наук за спеціальностями в обсягах отриманої ліцензії.

## Історія
Історія ВНТУ розпочалась у 1960 році, коли у Вінниці був створений загальнотехнічний факультет Київського технологічного інституту харчової промисловості. Через рік він став складовою частиною цього інституту, на базі якого у 1961 році був створений Вінницький філіал. З 1 січня 1962 року загальнотехнічний факультет виділений на самостійний баланс.
За роки діяльності у складі Київського технологічного інституту харчової промисловості Вінницький загальнотехнічний факультет підготував і випустив близько 1000 студентів третього курсу, які були переведені на другий етап навчання у різні вищі навчальні заклади.
З метою вдосконалення якості підготовки фахівців без відриву від виробництва та, враховуючи відкриття у Вінницькому загальнотехнічному факультеті спеціальностей, які відповідали профілю Київського політехнічного інституту (КПІ), наказом № 536 від 7 жовтня 1964 року Вінницький загальнотехнічний факультет підпорядковано останньому як Вінницький філіал КПІ (ВФ КПІ).
На початку вересня 1965 року ВФ КПІ розмістився в приміщенні по вул. Леніна, 19 і в школі № 15 мікрорайону «Вишенька». В цей же час проводилось будівництво навчального комплексу для філії в мікрорайоні «Вишенька». В його будівництві брали участь 65 організацій і підприємств Вінницької області різних міністерств і відомств.
Рішенням Вінницької обласної ради народних депутатів для розбудови у Вінниці вищого навчального закладу політехнічного профілю на околиці міста було виділено 25 гектарів землі, на яких уже в 1967 році було зведено два перших навчальних корпуси, перший студентський гуртожиток та декілька господарських приміщень.
У 1968-69 навчальному році в структурі філіалу були 4 факультети та 17 кафедр. У 1979 році введено в експлуатацію спортивно-оздоровчий табір «Супутник» в с. Степашки на 160 відпочиваючих на одну зміну.
В 1974 році на базі Вінницького філіалу КПІ було створено Вінницький політехнічний інститут — сьомий в Україні в цій групі вишів.
У 1994 році Вінницький політехнічний інститут реорганізовано у Вінницький державний технічний університет, а в 2003 році йому надано статус національного.
На території університету розташовано 12 корпусів, 6 із яких об'єднані переходами в єдиний комплекс, стадіон з рекортановим покриттям бігових доріжок, підземний легкоатлетичний манеж, стрілецький тир, 12 відкритих спортивних майданчиків для ігрових видів спорту, 6 гуртожитків, їдальня, яка забезпечує смачними стравами щодня студентів та співробітників університету.
ВНТУ готує фахівців майже для 80 країн Європи, Азії, Африки та Південної Америки.[джерело?]

## Ректори
- 1960—1976 роки — Кігель Роман Юрійович — заслужений працівник народної освіти України, кандидат економічних наук, професор. Заснував навчальний заклад, відкрив перших одинадцять спеціальностей, створив першу третину матеріальної бази.
- 1976—1989 роки — Кузьмін Іван Васильович — доктор технічних наук, професор, заслужений діяч науки України, лауреат Державної премії України, академік і віце-президент міжнародної Академії наук прикладної радіоелектроніки, президент Вінницької Малої академії наук, стипендіат Президента України. Вивів Вінницький політехнічний інститут в число провідних вищих навчальних закладів освіти України, відкрив ще 5 спеціальностей і створив другу третину матеріальної бази.
- 1989—2010 роки — Мокін Борис Іванович — доктор технічних наук, професор, заслужений діяч науки і техніки України, академік Національної Академії педагогічних наук України, народний депутат Верховної Ради УРСР 12-го скликання, народний депутат Верховної Ради України 1-го скликання, радник Прем'єр-міністра України 2009—2010 роки, член Національної спілки журналістів України, Senior Member інституції IEEE. Відкрив ще п'ятнадцять спеціальностей, постійно оновлював стару і створював нову матеріальну базу.
- 2010—2021 року — Грабко Володимир Віталійович — доктор технічних наук, професор, академік Транспортної академії наук України, відмінник освіти України, заслужений діяч науки і техніки України. За керівництва Грабка В. В. ВНТУ неодноразово підтверджував свій авторитет та наукові досягнення високими позиціями в національних та міжнародних рейтингах. Університет налагодив тісну співпрацю з іноземними університетами та організаціями, в результаті такого співробітництва були створені Центр польської культури імені Ігнація Яна Падеревського, Міжнародний центр «Україна-Норвегія», Інститут Конфуція ВНТУ.
- З лютого 2021 року — Біліченко Віктор Вікторович — доктор технічних наук, професор, заслужений діяч науки і техніки України, академік Транспортної академії України, відмінник освіти України.

## Структура університету
До складу ВНТУ входять 7 навчально-наукових факультетів:
Факультет інтелектуальних інформаційних технологій та автоматизації
- Кафедра автоматизації та інтелектуальних інформаційних технологій [Архівовано 30 травня 2022 у Wayback Machine.]
- Кафедра комп'ютерних систем управління [Архівовано 24 січня 2022 у Wayback Machine.]
- Кафедра комп'ютерних наук [Архівовано 31 травня 2022 у Wayback Machine.]
- Кафедра системного аналізу та інформаційних технологій [Архівовано 6 червня 2022 у Wayback Machine.]

Факультет будівництва, цивільної та екологічної інженерії
- Кафедра будівництва, міського господарства та архітектури [Архівовано 2 лютого 2022 у Wayback Machine.]
- Кафедра теплоенергетики [Архівовано 30 травня 2022 у Wayback Machine.]
- Кафедра інженерних систем у будівництві [Архівовано 31 травня 2022 у Wayback Machine.]
- Кафедра екології, хімії та технологій захисту довкілля [Архівовано 30 травня 2022 у Wayback Machine.]
- Кафедра іноземних мов [Архівовано 24 січня 2022 у Wayback Machine.]

Факультет електроенергетики та електромеханіки
- Кафедра електричних станцій та систем [Архівовано 24 січня 2022 у Wayback Machine.]
- Кафедра комп'ютеризованих електромеханічних систем і комплексів [Архівовано 24 січня 2022 у Wayback Machine.]
- Кафедра філософії та гуманітарних наук [Архівовано 27 лютого 2022 у Wayback Machine.]
- Кафедра електротехнічних систем електроспоживання та енергетичного менеджменту [Архівовано 24 січня 2022 у Wayback Machine.]
- Кафедра загальної фізики [Архівовано 27 лютого 2022 у Wayback Machine.]

Факультет інформаційних технологій та комп'ютерної інженерії
- Кафедра обчислювальної техніки [Архівовано 5 червня 2022 у Wayback Machine.]
- Кафедра захисту інформації [Архівовано 3 червня 2022 у Wayback Machine.]
- Кафедра програмного забезпечення [Архівовано 4 червня 2022 у Wayback Machine.]
- Кафедра вищої математики [Архівовано 11 квітня 2022 у Wayback Machine.]
- Кафедра безпеки життєдіяльності та педагогіки безпеки [Архівовано 1 червня 2022 у Wayback Machine.]

Факультет машинобудування та транспорту
- Кафедра технології та автоматизації машинобудування [Архівовано 23 травня 2015 у Wayback Machine.]
- Кафедра галузевого машинобудування [Архівовано 5 березня 2022 у Wayback Machine.]
- Кафедра автомобілів та транспортного менеджменту [Архівовано 14 червня 2021 у Wayback Machine.]
- Кафедра опору матеріалів, теоретичної механіки та інженерної графіки [Архівовано 27 лютого 2022 у Wayback Machine.]
- Кафедра фізичного виховання [Архівовано 24 січня 2022 у Wayback Machine.]

Факультет інформаційних електронних систем
- Кафедра інформаційних радіоелектронних технологій і систем [Архівовано 27 лютого 2022 у Wayback Machine.]
- Кафедра інфокомунікаційних систем і технологій [Архівовано 24 січня 2022 у Wayback Machine.]
- Кафедра метрології та промислової автоматики [Архівовано 31 травня 2022 у Wayback Machine.]
- Кафедра біомедичної інженерії та оптико-електронних систем [Архівовано 26 лютого 2022 у Wayback Machine.]
- Кафедра мовознавства [Архівовано 24 січня 2022 у Wayback Machine.]
- Кафедра суспільно-політичних наук [Архівовано 27 лютого 2022 у Wayback Machine.]

Факультет менеджменту та інформаційної безпеки
- Кафедра менеджменту, маркетингу та економіки [Архівовано 24 січня 2022 у Wayback Machine.]
- Кафедра фінансів та інноваційного менеджменту [Архівовано 24 січня 2022 у Wayback Machine.]
- Кафедра економіки підприємства і виробничого менеджменту [Архівовано 30 травня 2022 у Wayback Machine.]
- Кафедра менеджменту та безпеки інформаційних систем [Архівовано 24 січня 2022 у Wayback Machine.]
- Кафедра підприємництва, логістики та менеджменту [Архівовано 24 січня 2022 у Wayback Machine.]

Кафедра Військової підготовки [Архівовано 24 січня 2022 у Wayback Machine.].
Інститут докторантури та аспірантури

### Науково-технічна бібліотека (НТБ)
- Відділ комплектування, наукової обробки літератури та книгозберігання [Архівовано 5 серпня 2019 у Wayback Machine.]
- Відділ наукової інформації та бібліографії
- Відділ обслуговування [Архівовано 5 серпня 2019 у Wayback Machine.]
- Відділ інформаційних технологій та комп'ютерного забезпечення [Архівовано 5 серпня 2019 у Wayback Machine.]

Імідж-центр [Архівовано 25 січня 2022 у Wayback Machine.]
- Навчальний відділ;
- Навчально-методичний відділ;
- Психологічна служба;
- Центр соціально-організаційної роботи;
- Центр дистанційної освіти;
- Центр електронних комунікацій «ІнтерЦЕК»;
- Центр забезпечення якості освіти ВНТУ.

## Керівництво університету
- Ректор — Біліченко Віктор Вікторович — доктор технічних наук, професор, заслужений діяч науки і техніки України, академік транспортної академії України, відмінник освіти України.

### Проректори
- проректор з науково-педагогічної роботи та організації освітнього процесу — Петров Олександр Васильович, кандидат технічних наук, доцент;
- проректор з перспективного розвитку та інфраструктури — Циркун Віктор Євгенович;
- проректор з науково-педагогічної роботи, міжнародного співробітництва та молодіжної політики — Бурєнніков Юрій Юрійович, кандидат економічних наук, доцент;
- проректор з наукової роботи — Єпіфанова Ірина Юріївна, доктор економічних наук, професор.

## Навчальний і науковий процес
У ВНТУ проводиться системна робота щодо добору, навчання та підвищення фахового рівня науково-педагогічних працівників, а також забезпечення стабільного зростання їх інтелектуального потенціалу.
Науково-педагогічну діяльність в університеті здійснюють 39 кафедр, серед них і кафедра військової підготовки, 28 з яких є випусковими кафедрами і мають філії на підприємствах м. Вінниці та області. Підготовку студентів, аспірантів і докторантів проводить колектив висококваліфікованих науково-педагогічних і педагогічних працівників: 72 штатних професори і 77 докторів наук, 200 доцентів і 284 кандидати наук, серед яких 4 лауреати Державних премій України (СРСР), 9 — Заслужених працівників освіти України, 10 — Заслужених діячів науки і техніки, 1 — Заслужений природоохоронець України, 1 — Заслужений економіст України, 1 — Заслужений тренер України. Кадрове забезпечення ВНТУ відповідає критеріям організації освітнього процесу. Частка штатних науково-педагогічних і педагогічних працівників з науковим ступенем становить 84,9 % (361 особа). Частка штатних науково-педагогічних і педагогічних працівників з вченим званням становить 64 % (272 особи).
Всі науково-педагогічні працівники постійно займаються науковою та методичною роботою, використовують сучасні освітні технології, зокрема елементи дистанційного навчання, що свідчить про високий якісний склад кадрів для підготовки здобувачів вищої освіти.
Університет готує бакалаврів та магістрів за денною та заочною формами навчання на 7 факультетах та в 1 інституті за 26 бакалаврськими і 22 магістерськими спеціальностями, 21 спеціальністю підготовки докторів філософії. На сьогоднішній день в університеті навчається близько 4900 студентів очної та заочної форм навчання.
Усі студенти університету мають можливість отримати військову освіту та звання молодшого лейтенанта запасу під час навчання. Для цього у ВНТУ працює кафедра військової підготовки, що проводить навчання за 6 військовими спеціальностями, на яких навчаються 234 студенти.
Важливою складовою освітнього процесу у ВНТУ є академічна мобільність студентів і викладачів, яка є необхідною умовою формування спільного освітнього і дослідницького простору. Студенти ВНТУ направляються на стажування у провідні заклади вищої освіти та можуть навчатися за програмами академічної мобільності студентів (ПАМС) «Подвійний диплом» / «Два дипломи» в закордонних університетах. В цьому напрямку ВНТУ активно співпрацює із закладами вищої освіти Республіки Польщі та Республіки Болгарії. Студенти ВНТУ можуть навчатися за програмами академічної мобільності студентів «Подвійний диплом» в Люблінській політехніці (м. Люблін, Республіка Польща), Свєнтокшиській політехніці (м. Кєльце, Республіка Польща) та Політехніці Опольській (м. Ополе, Республіка Польща), а також у Технічному університеті — Варна (м. Варна, Республіка Болгарія), а за програмами академічної мобільності студентів «Два дипломи» — у Вищій школі управління охороною праці у Катовицях (м. Катовіце, Республіка Польща). По завершенню навчання за ПАМС випускники отримують два дипломи — про присвоєння освітнього ступеня «Магістр» у ВНТУ та у закордонному навчальному закладі, які визнаються у країнах Європейського Союзу, Канаді, Австралії.
Університет має ефективну систему підготовки наукових кадрів вищої кваліфікації. Підготовку науково-педагогічних кадрів здійснюють в аспірантурі з 21 спеціальності i докторантурі з 11 спеціальностей, функціонують 6 спеціалізованих вчених рад по захисту докторських та кандидатських дисертацій.
ВНТУ має структурні одиниці, які сприяють всебічному розвитку особистості студента, його залученню до наукових і культурно-просвітницьких заходів. Це Центр інновацій в електронному урядуванні, Інститут соціально-гуманітарних наук, Науково-освітній гендерний центр, Лабораторія соціологічних досліджень, Служба психологічної підтримки, Культурно-мистецький і просвітницький центр, Головний центр виховної роботи та інші. ВНТУ має власне видавництво.
Діяльність ВНТУ також спрямована на виконання цілей стратегічного розвитку навчального закладу (відповідно до Стратегії розвитку ВНТУ).
Колектив Університету в усіх напрямках працює високо кваліфіковано, самовіддано i патріотично. У ВНТУ мають широкі права органи студентського самоврядування, профспілка студентів ВНТУ, діяльність яких сприяє демократизації відносин у колективі. Сьогодні ВНТУ є відкритою академічною спільнотою, яка є провідним центром освіти, науки та інновацій, потужний конкурентоспроможний центр технічної, економічної освіти, соціально-гуманітарного розвитку Центральноукраїнського регіону, надійний партнер науково-освітніх установ, влади, громади і бізнесу, комфортне середовище для розвитку, життя, навчання і роботи.

## Міжнародне співробітництво
На сьогодні ВНТУ має більш як 70 угод (за останні 2 роки підписано 19 угод) про співробітництво з міжнародними організаціями, навчальними закладами, фірмами, зокрема: з технічними університетами міст Яси, Сучава, Бакеу (Румунія), Браганським, Лісабонськими університетами (Португалія), Лундським університетом (Швеція), університетом м. Євле (Швеція), Люблінським технічним університетом (Польща), Дрезденським технічним університетом, Люблінським технічним університетом, Шаньдуньським університетом сполучень (Китай), технопарком Шаньдуньського університету, Ліверпульским університетом JohnMoores (Велика Британія), Технологічним університетом м. Ланьчжоу, іншими китайським університетами, коледжами та науковими установами, установами і організаціями Азербайджану, В'єтнаму та іншими.
ВНТУ — колективний член Всесвітнього товариства SPIE, OSA, Європейського товариства «Ергономіка та людський фактор», Міжнародної асоціації університетів, Європейської асоціації університетів, Міжнародної спілки TESOL-Ukraine, Міжнародної асоціації комп'ютерної техніки (АСМ) (м. Нью-Йорк), Міжнародної асоціації інженерів-енергетиків (Associationofenergyengineers), Міжнародної федерації винахідницьких асоціацій (IFIA), Норвезько-Українського альянсу університетів (NUUA).
Протягом 2021 року відділом міжнародних зв'язків та проєктів здійснювалася інформаційно-консультативна діяльність щодо доступних можливостей у сфері академічної мобільності, участі у програмах на отримання міжнародних грантів для студентів, аспірантів та викладачів університету.
Так 15 жовтня 2021 року відбулася церемонія офіційного відкриття Інституту Конфуція у ВНТУ, фінансування якого здійснюється за рахунок коштів Ланьчжоуського технологічного університету (КНР).
Інститут Конфуція — це освітньо-культурна організація з поширення китайської мови та культури у світі. Інститут Конфуція ВНТУ функціонує у двох напрямках — вивчення китайської мови та поширення інформації про культуру Китаю.
Викладацький та адміністративний персонал університету бере участь у 5 міжнародних проектах програм: Erasmus+, Програма Агентства США з міжнародного розвитку USAID, Програма «Підтримка реформи децентралізації в Україні U-LEAD з Європою», проект «Норвегія-Україна» NUPASS, Український культурний фонд.
Продовжується виконання проекту Європейської Комісії з питань освіти та культури за програмою Erasmus+ з напрямку розвитку університетського потенціалу КА2 «InnovativeMultidisciplinaryCurriculuminArtificialImplantsforBio-EngineeringBSc/MScDegrees» (координатор — UniversidadPolitécnicadeMadrid, Spain).
ВНТУ є також співвиконавцем проєкту «InnovativeMultidisciplinaryCurriculuminArtificialImplantsforBio-EngineeringBSc/MScDegrees» (586114-EPP-1-2017-1-ES-EPPKA2-CBHE-JP).
У 2021 році на базі центру «Україна-Норвегія ВНТУ» запрацювала спільна навчально програма з навчання соціальних підприємців за підтримки Вінницької міської ради та Міжнародного фонду соціальної адаптації, а також продовжувалась робота за проектом «Норвегія-Україна» NUPASS з соціальної адаптації та перепідготовки ветеранів АТО/ООС та членів їх сімей.
В університеті працює Локальна Академія CISCO, де слухачі отримують знання, які необхідні для проектування та обслуговування локальних та глобальних мереж та практичні навички роботи з обладнанням CISCO. Комп'ютерні класи облаштовані найсучаснішим обладнанням від компанії CISCO SystemsInc. Після закінчення навчання слухачі Академії мають можливість отримати міжнародний сертифікат CISCO.